# Asami Tano
Asami Tano (jap. 田野 アサミ Tano Asami; ur. 12 lutego 1987 w prefekturze Hyōgo) – japońska seiyū, aktorka i piosenkarka. Była członkini zespołu BOYSTYLE. Należy do Amuse Inc.
Rozpoczęła karierę seiyū w 2011 roku w anime Toriko. Jest znana z ról w seriach Smile Pretty Cure!, Love Live! Sunshine!! i Zombie Land Saga.

## Życie osobiste
13 grudnia 2021 roku Tano ogłosiła małżeństwo z aktorem Ryo Kitamurą.

## Role

### Seriale anime
| Rok  | Tytuł                                  | Rola                  | Źródło |
| ---- | -------------------------------------- | --------------------- | ------ |
| 2011 | Toriko                                 | Rin                   | [ 4 ]  |
| 2012 | Smile Pretty Cure!                     | Akane Hino/Cure Sunny | [ 4 ]  |
| 2012 | Monsuno                                | Vicky                 | [ 4 ]  |
| 2012 | Arata Kangatari                        | Honi                  | [ 4 ]  |
| 2013 | Silver Spoon                           | Toyonishi             | [ 5 ]  |
| 2013 | Gaist Crusher                          | Kohaku Kongōji        | [ 4 ]  |
| 2014 | Hikūshi e no Koiuta                    | Chiharu de Lucia      | [ 4 ]  |
| 2014 | Sword Art Online II                    | Nori                  | [ 4 ]  |
| 2014 | Francesca                              | Exorcist              | [ 6 ]  |
| 2014 | Sega Hard Girls                        | Mega Drive            | [ 7 ]  |
| 2015 | Durarara!!×2                           | Amphisbaena           | [ 4 ]  |
| 2015 | Shinmai Maō no Testament Burst         | Nanao Tachibana       | [ 4 ]  |
| 2016 | Love Live! Sunshine!!                  | Sarah Kazuno          | [ 4 ]  |
| 2017 | Schoolgirl Strikers: Animation Channel | Mari Yukishiro        | [ 4 ]  |
| 2018 | Zombie Land Saga                       | Saki Nikaido          | [ 8 ]  |
| 2020 | GeGeGe no Kitarō                       | Rikako                |        |
| 2020 | Murenase! Seton Gakuen                 | Ferrill Ōkami         |        |
| 2020 | The God of High School                 | Komisarz P            |        |
| 2021 | Zombie Land Saga Revenge               | Saki Nikaido          | [ 8 ]  |

### Filmy anime
| Rok  | Tytuł                                                         | Rola                  | Źródło |
| ---- | ------------------------------------------------------------- | --------------------- | ------ |
| 2012 | Pretty Cure All Stars New Stage: Mirai no Tomodachi           | Akane Hino/Cure Sunny | [ 8 ]  |
| 2012 | Smile PreCure! the Movie: Ehon no Naka wa Minna Chiguhagu!    | Akane Hino/Cure Sunny | [ 8 ]  |
| 2013 | Pretty Cure All Stars New Stage 2: Kokoro no Tomodachi        | Akane Hino/Cure Sunny | [ 8 ]  |
| 2013 | Toriko: Bishoku-shin no Chō Shoku Takara                      | Rin                   | [ 8 ]  |
| 2015 | Pretty Cure All Stars: Haru no Kānibaru♪                      | Akane Hino/Cure Sunny | [ 8 ]  |
| 2016 | Pretty Cure All Stars: Minna de Utau♪ Kiseki no Mahō!         | Akane Hino/Cure Sunny | [ 8 ]  |
| 2018 | Hugtto! PreCure Futari wa Pretty Cure: All Stars Memories     | Akane Hino/Cure Sunny | [ 9 ]  |
| 2019 | Love Live! Sunshine!! The School Idol Movie: Over the Rainbow | Sarah Kazuno          | [ 10 ] |
| 2020 | Burn the Witch                                                | Nini Spangle          | [ 11 ] |

### Gry komputerowe
| Rok  | Tytuł                                  | Rola                  | Źródło |
| ---- | -------------------------------------- | --------------------- | ------ |
| 201  | Toriko: Gourmet Survival!              | Rin                   | [ 8 ]  |
| 2012 | Toriko: Gourmet Survival! 2            | Rin                   | [ 8 ]  |
| 2012 | Smile PreCure! Let's Go! Marchen World | Akane Hino/Cure Sunny | [ 8 ]  |
| 2013 | Gaist Crusher                          | Kohaku Kongōji        | [ 8 ]  |
| 2014 | Schoolgirl Strikers                    | Mari Yukishiro        | [ 8 ]  |
| 2014 | Gaist Crusher God                      | Kohaku Kongōji        | [ 8 ]  |
| 2014 | Bullet Girls                           | Aki Saotome           | [ 12 ] |
| 2016 | Bullet Girls 2                         | Aki Saotome           | [ 12 ] |

### Role teatralne
| Rok  | Tytuł                                      | Rola            | Źródło |
| ---- | ------------------------------------------ | --------------- | ------ |
| 2014 | Persona 3: The Weird Masquerade            | Mitsuru Kirijyo | [ 13 ] |
| 2014 | Persona 4: The Ultimate in Mayonaka Arena  | Mitsuru Kirijyo | [ 14 ] |
| 2015 | Persona 4 Ultimax Song Project             | Mitsuru Kirijyo | [ 15 ] |
| 2016 | Live Act Ao no Exorcist ~Mashin no Rakuin~ | Mamushi Hojo    | [ 16 ] |
| 2016 | Kuroko's Basket: The Encounter             | Riko Aida       | [ 17 ] |